# کیتون یامادا
کیتون یامادا (انگلیسی: Keaton Yamada) یک صداپیشه اهل ژاپن است که در سال 1945 به دنیا آمد و در فیلم های گوناگونی به صداپیشگی پرداخته است.